# تاسامات
تاسامات أو ثـامـاسث هي قرية موجودة في بلدية قنزات، الكائنة بدائرة قنزات، بولاية سطيف الجزائرية.